# Rocky Johnson
Pour les articles homonymes, voir Johnson.
Rocky Johnson, nom de ring de Wayde Douglas Bowles, né le 24 août 1944 à Amherst (Nouvelle-Écosse) et mort le 15 janvier 2020 à Lutz (Floride), est un catcheur canadien. 
Au cours de sa carrière de catcheur, il est devenu champion de Géorgie de la National Wrestling Alliance (NWA) et champion de la NWA Southern Heavyweight Memphis, tout en remportant de nombreux autres championnats. 
Avec son partenaire Tony Atlas, ils sont la première équipe afro-américaine champion du monde par équipes de la World Wrestling Federation.
Il est le père de l'acteur Dwayne Johnson, également catcheur et connu sous le nom « The Rock ».

## Biographie

### Jeunesse
Rocky Johnson est né Wayde Douglas Bowles à Amherst, en Nouvelle-Écosse, où il a été élevé, le quatrième des cinq fils de Lillian (née Gay) et James Henry Bowles (1888-1967). Un Néo-Écossais Noir, il est un descendant des Loyalistes Noirs qui ont immigré en Nouvelle-Écosse après s'être échappé d'une plantation du sud des États-Unis après la guerre d'indépendance américaine, et avait également une part d'ascendance irlandaise. À l'âge de 16 ans, Johnson déménage à Toronto, Ontario, où il a commencé la lutte et a travaillé comme chauffeur de camion.

### Carrière
Bowles grandit à Amherst, Nouvelle-Écosse et fait de la boxe. Il est un des sparring-partner de Mohamed Ali et de George Foreman. Alors qu'il s'entraîne dans un gymnase à Toronto, il rencontre des catcheurs qui lui conseille de devenir catcheur. Ils lui recommandent l'école de Jack Wentworth à Hamilton et après six semaines d'entraînement, il fait ses débuts en 1965 sous le nom de Rocky Johnson, en hommage à deux des grands noms de la boxe : Rocky Marciano et Jack Johnson, ce dernier étant le premier champion du monde de boxe poids lourd noir. 
Peu de temps après, le catcheur Whipper Billy Watson (en) se présente aux élections fédérales canadiennes de 1965 sous la bannière du Parti progressiste-conservateur du Canada. Watson veut séduire les Afro-Américains et cela permet à Johnson d'avoir son premier combat télévisé sur CFTO-TV où il bat le catcheur polonais Firpo Zbyszko.

### Retraite
Après sa retraite en 1991, Johnson, aidé de Pat Patterson, entraîne son fils Dwayne à la lutte. Connaissant les exigences de ce sport, il refuse initialement de le former, puis accepte finalement, son fils ayant accepté que son père ne soit pas indulgent lors de l'entraînement.
Johnson joue un rôle déterminant pour que Dwayne  –  plus tard surnommé « Rocky Maivia » – (Dwayne utilise Rocky Johnson puis Peter Maivia comme nom de ring) signe un accord de développement avec le World Wrestling Federation. Lors de WrestleMania 13, il vient en aide à son fils en sautant sur le ring face à Solofa Fatu et Iron Sheik. Son fils abandonne ensuite le nom de Rocky Maivia, pour atteindre la popularité en tant que Heel Turn The Rock.
Au début de 2003, Johnson est engagé comme entraîneur pour Ohio Valley Wrestling, mais il est licencié en mai. Il fait un retour sur le ring, et bat Mabel dans un match de boxe à Memphis Wrestling le 29 novembre 2003. Le 25 février 2008, Johnson est annoncé comme allant être intronisé au WWF Hall of Fame avec son beau-père, Peter Maivia (en). Cette intronisation est fait par son fils The Rock le 29 mars 2008. 
En septembre 2019, il publie son autobiographie Soulman: The Rocky Johnson Story avec la collaboration de Scott Teal. Le livre a été rappelé par l'éditeur peu de temps après sa sortie, en raison de différends de paiement entre Johnson et le co-auteur. 
Le 20 décembre 2019, Johnson rejoint le conseil d'administration de l'International Pro Wrestling Hall of Fame.
En décembre 2019, une bande dessinée biographique autorisée, The Soul Man Rocky Johnson, a été publiée par Squared Circle Comics.

### Vie privée
Johnson a révélé dans son autobiographie, apparu en 2019, la rencontre de sa première femme Una Speaks lors d'un bal à l'époque où il s'entrainait pour devenir boxeur. Le couple a eu deux enfants soit Wanda (né en 1962) et Curtis (né en 1965) qu'il remerciera dans son discours lors de son intronisation au WWE Hall of Fame en 2008. Alors qu'il est marié à Una, Rocky a eu une relation amoureuse avec Ata Fitisemanu Maivia, la fille du légendaire lutteur Peter Maivia. Ata a rencontré Johnson après que Maivia et celui-ci eurent été partenaires en équipe dans un match sur le circuit indépendant. Peter Maivia désapprouvait leur relation car Johnson était un lutteur. Le couple a eu un enfant ; Dwayne Johnson, alias The Rock, le 2 mai 1972. Johnson a déclaré que, pour subvenir aux besoins de ses deux familles, il a adopté un mode de vie frugal sur la route; il vivait de bière, de fromage en tranches et de bologne, et n'était pas un «fêtard».
Una Speaks, membre des Témoins de Jéhovah, avait imposé un ultimatum pour qu'il arrête la lutte, sinon ils devraient se séparer car les Témoins de Jéhovah "ne croyaient pas au sport du sang". Elle ne fut jamais au courant de l'existence d'Ata ou de Dwayne. Il a déclaré que lui et Una se sont séparés à l'amiable et sont restés de bons amis. Après son divorce d'avec Una, il épousa Ata le 21 décembre 1978 et devient membre de la famille Anoa'i, célèbre famille de lutte professionnelle originaire des Samoa américaines. Rocky et Ata divorceront en 2003. Durant ses années de lutte, Johnson était connu pour ses relations extra-conjugales. Johnson était marié à Sheila Northern, une orthophoniste, au moment de sa mort.
En 2022, Sports Illustrated révèle dans un article que Rocky Johnson aurait eu cinq autres enfants issus de relations séparées. Grâce à des tests ADN   généalogiques faits dans les années 2010 et qui les reliaient à son frère Ricky. Ricky dit que Rocky avait connaissance d'enfants qu'il a engendrés à travers le Canada.

### Mort
Rocky Johnson décède le 15 janvier 2020 à l'âge de 75 ans. Le 18 janvier, Dwayne Johnson, son fils, est revenu sur les causes de la mort de son père à travers une vidéo sur Instagram : « Nombre d'entre vous a demandé ce qui était arrivé à mon papa. Il ne se sentait pas bien, se battait contre un rhume et une infection et mardi, il a eu ce que l'on appelle une thrombose veineuse profonde. Il s'agit d'un gros caillot de sang qui s'est propagé, a voyagé dans son corps, et s'est mis dans ses poumons. Il est rapidement mort d'une grosse attaque cardiaque, comme cela ».

## Palmarès
- National Wrestling Alliance
  - 1 fois NWA Georgia Champion
  - 1 fois NWA Southern Heavyweight Memphis
- World Wrestling Entertainment
  - 1 fois Champion Intercontinental de la WWF
  - 1 fois Champion du monde par équipes de la WWF - avec Tony Atlas
  - Hall of Fame 2008